# Biblioteca escolar

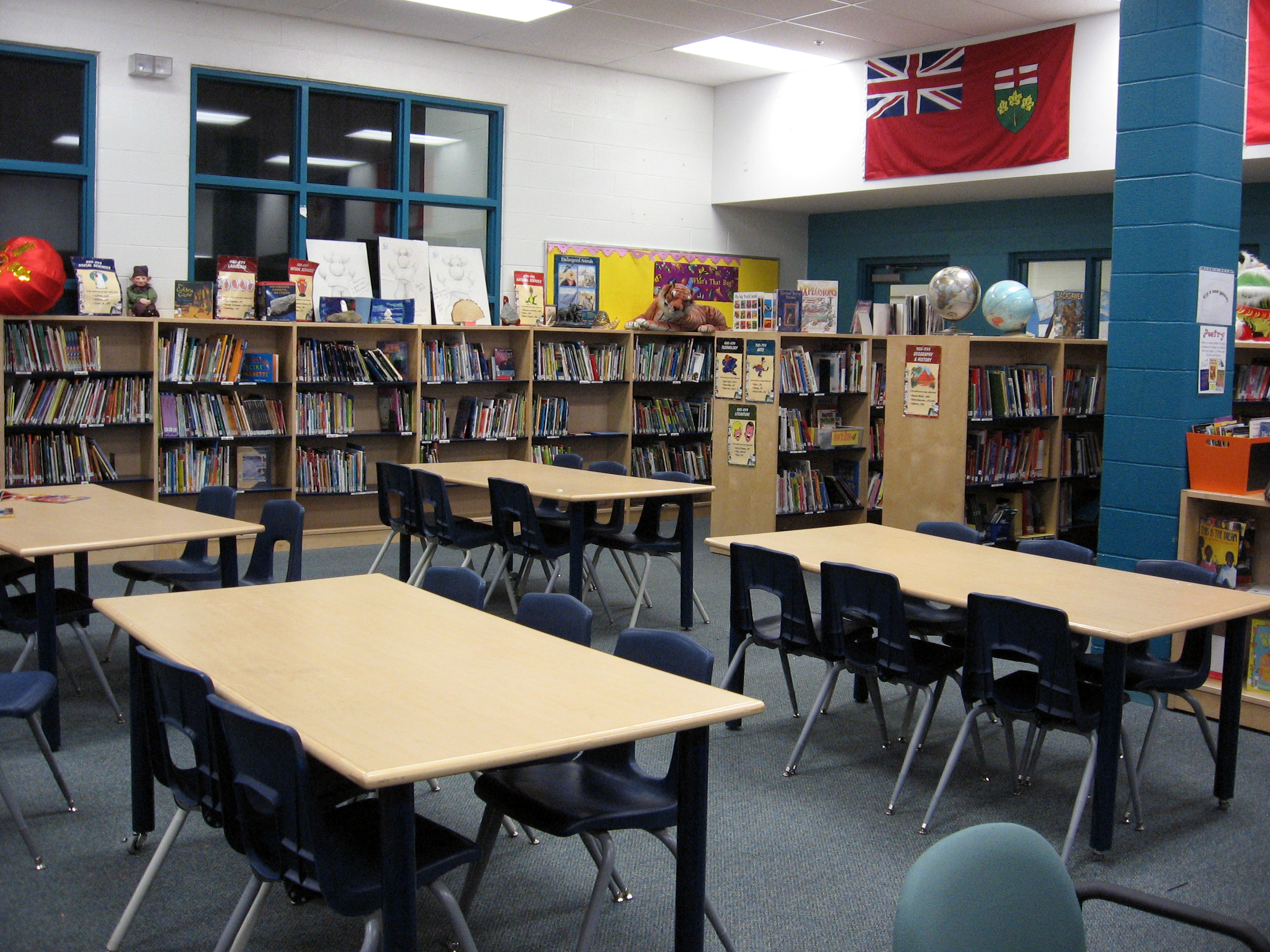
Uma biblioteca escolar no Canadá.

Biblioteca Escolar é uma instituição do sistema social que organiza materiais bibliográficos, audiovisuais e outros meios e os coloca à disposição de uma comunidade educacional. Constitui parte integral do sistema educativo e participa de seus objetivos, metas e fins. A biblioteca escolar é um instrumento de desenvolvimento do currículo e permite o fomento da leitura e a formação de uma atividade científica; constitui um elemento que forma o indivíduo para a aprendizagem permanente, estimula a criatividade, a comunicação, facilita a recreação, apoia os docentes em sua capacitação e lhes oferece a informação necessária para a tomada de decisões em aula. Trabalha também com os pais de família e com outros agentes da comunidade. "O papel da biblioteca escolar é incentivar a leitura reflexiva". Para enfrentar os desafios de não ser taxada como um depósito de livros e não se limitar a esperar que os alunos e a comunidade escolar acessem seu conteúdo por simplesmente estar disponível, podemos considerar que existem três elementos essenciais: acervo bem selecionado e atualizado, ambiente físico adequado e acolhedor; e um mediador, a figura do bibliotecário/professor. Os usuários da BE são divididos entre principais e os que mantêm vínculo com a escola sem frequentá-la e assistir aulas (como pais, ex-alunos). Também é possível ofertar alguns serviços à comunidade em que a escola está localizada, desde que não esquecida que a missão essencial dessa biblioteca é atender seus alunos e colaborar com sua formação.

## História no Brasil
A criação das primeiras bibliotecas escolares deu-se no Brasil Colonial com a chegada dos jesuítas que se instalaram no país com o objetivo de catequizar os índios. Assim que os jesuítas chegaram ao Brasil, tiveram como preocupação inicial pedir a Portugal documentos, que, na sua maioria, constituíam-se de obras religiosas, para formar o acervo da biblioteca de seus colégios, o acervo dessas bibliotecas era dirigido a catequese e ao aprimoramento dos religiosos. As obras que constituíam os acervos gerenciados pela igreja eram fundamentalmente litúrgicas ou tendiam a confirmar a interpretação dos fatos defendida por esta instituição. O acesso ao acervo era por vezes dificultado, chegando-se a proibir muitas vezes o acesso a obras não recomendadas.

## Objetivos
Os objetivos básicos da Biblioteca Escolar constituem-se em:
- ampliar conhecimentos, visto ser uma fonte cultural;
- colocar à disposição dos alunos um ambiente que favoreça a formação e desenvolvimento de hábitos de leitura e pesquisa;
- oferecer aos professores o material necessário à implementação de seus trabalhos e ao enriquecimento de seus currículos escolares;
- proporcionar aos professores e alunos condições de constante atualização de conhecimento em todas as áreas do saber;
- consciencializar os alunos de que a biblioteca é uma fonte segura e atualizada de informações;
- estimular nos alunos o hábito de frequência a outras bibliotecas em busca de informações e/ou lazer;
- integrar-se com outras bibliotecas, proporcionando intercâmbios culturais, recreativos e de informações.

A maioria das bibliotecas escolares não desenvolvem diretamente esses objetivos, visto que boa parte das bibliotecas escolares são relacionadas a depósitos de livros e não um espaço de ensino.

## Desafios
Para que a biblioteca escolar consiga cativar os leitores, são necessárias inicialmente duas variáveis: seu acervo e o profissional que nela atua. Porém, não é apenas os únicos fatores que irão conseguir desenvolver a formação de um leitor, fazendo-se necessária a ajuda da família para tal ato. Sendo assim um local ao qual tem o papel de acrescentar a um processo iniciado pela família ou círculo social ao qual o indivíduo pertence.
Contudo, mesmo com a existência dessa assistência, ainda acaba sendo um espaço que enfrenta diversas dificuldades nesse processo, tendo em principal contraponto, estímulos mais atrativos, consequentemente digitais; e o aumento do desinteresse do aluno à medida que progridem na escolaridade.
Segundo Edgar Morin, a escola e o ambiente da biblioteca deve ser lugares ao qual o aluno consiga renovar suas expectativas sobre a pesquisa e os modelos usados para obtenção de informação e conhecimento. Uma visão diferenciada da atual, tendo como realidade, locais vítimas do abandono, em que os questionamentos primitivos dos alunos são deixados de lado.
Podendo-se considerar o aspecto de encosto ao qual a biblioteca é remetida, um lugar ao qual os alunos não conseguem se imaginar atuando, por ser considerado um local silencioso e dono de um catálogo que não se assemelha a de uma biblioteca comunitária.
Sendo necessário a inserção deste espaço no meio digital, transformando o contraponto tecnológico antes citado, em um aliado para a reinserção dos alunos e de seu interesse pela leitura novamente no meio escolar, trazendo consigo uma renovação no significado de pesquisa e conhecimento.

## Administração
A administração de bibliotecas escolares se deve exclusivamente ao profissional Bibliotecário, ele deve aplicar as funções básicas de toda biblioteca, ligadas a organização e recuperação da informação, contemplando, no contexto especifico da escola, o conhecimento e necessidades de informação dos alunos, professores e demais usuários da biblioteca escolar. O papel do bibliotecário escolar varia de acordo com orçamentos, currículos e metodologias de ensino das escolas, dentro do quadro legal e financeiro do país. Em contextos específicos, há áreas gerais de conhecimento que são vitais se os bibliotecários escolares assumirem o desenvolvimento e a operacionalização de serviços efetivos: gestão da biblioteca, dos recursos, da informação e ensino.

### Acervo da Biblioteca Escolar
"O acervo é a totalidade de material que ela possui". As bibliotecas escolares são semelhantes às bibliotecas públicas, pois contêm livros, filmes, sons gravados, periódicos  e mídia digital. Esses itens não são apenas para a educação, diversão e entretenimento de todos os membros da comunidade escolar, mas também para melhorar e expandir o currículo da escola. O acervo deve conter documentos que atendam os currículos das séries matriculadas na escola, podendo incluir assuntos como atualidades, literatura brasileira e estrangeira. Para cumprir sua função com profundidade, é interessante que os professores participem da seleção de acervo, podendo ser formada uma comissão para isso. Também é interessante que a BE esteja aberta a sugestões que podem ser colhidas via endereço de e-mail, redes sociais (caso a biblioteca possua alguma) ou caixa de sugestões. As modalidades de incorporação ao acervo são: compra, doação e permuta. Observadas as condições de tamanho e orçamentos, é possível atender as exigências legais da Lei nº 12.244 a partir de um livro por aluno e se sugere “a partir de quatro títulos por aluno, não sendo necessário mais do que cinco exemplares de cada título”.

### Legislação
Em janeiro de 1946 foram instituídas as Leis Orgânicas Federais do Ensino Primário e do Ensino Normal. Ambas pertencem a um conjunto de leis baixadas de 1942 a 1946 que ficaram conhecidas como Reforma Capanema. Com essas Reformas, toda a estrutura educacional brasileira foi reorganizada na tentativa de estabelecer uma política nacional única para a educação no país. A biblioteca escolar também foi contemplada durante o período de reforma educacional que envolveu as décadas de 1930 e 1940, como forma de impulsionar o processo de aprendizagem e estimular o gosto pela leitura. Por sua vez, a década de 1950 pode ser considerada como o marco para a criação das bibliotecas escolares no país.
A principal política de incentivo e criação de biblioteca escolar foi instituída com a promulgação da Lei n. 12.244/2010 que Dispõe sobre a universalização das bibliotecas nas instituições de ensino do país, tendo como prazo máximo de dez anos para sua efetivação, competindo às instituições de ensino desenvolver esforços progressivos pra o seu cumprimento. A publicação da Lei n. 12.244/2010, foi resultado de um esforço da classe bibliotecária que, há longo tempo, vem denunciando a falta de bibliotecas nas escolas e a precariedade das poucas que existem, situação comprovada por diversos estudos.